# نيك بوسا
نيك بوسا (مواليد 23 أكتوبر 1997) هو لاعب كرة قدم أمريكية يلعب في نادي سان فرانسيسكو 49.